# Château de Chapeau Cornu
Le château de Chapeau cornu est un château situé dans la commune de Vignieu, en Isère.

## Historique
Si la tour Nord semble dater du XIVe siècle, ce n'est qu'en 1601 qu'est attribué le titre de château et par là le « droit de justice haute et basse » sur les communes de Vignieu, Vasselin, Crucilleux et Arcisses.
Le domaine a changé de propriétaire de nombreuses fois jusqu'à la fin du XXe siècle.

## Archives du château
Les archives du château sont conservées aux Archives départementales de l'Isère.